# Bad Hönningen
Bad Hönningen è una città di 5.738 abitanti della Renania-Palatinato, in Germania.
Appartiene al circondario (Landkreis) di Neuwied (targa NR) ed è parte della comunità amministrativa (Verbandsgemeinde) di Bad Hönningen.